# Eodiadema
Eodiadema is een geslacht van uitgestorven zee-egels uit de familie Diadematidae.

## Soorten
- Eodiadema lacostei Lambert, 1933 †
- Eodiadema thorali Petitot, 1961 †